# Heeresgruppe Weichsel

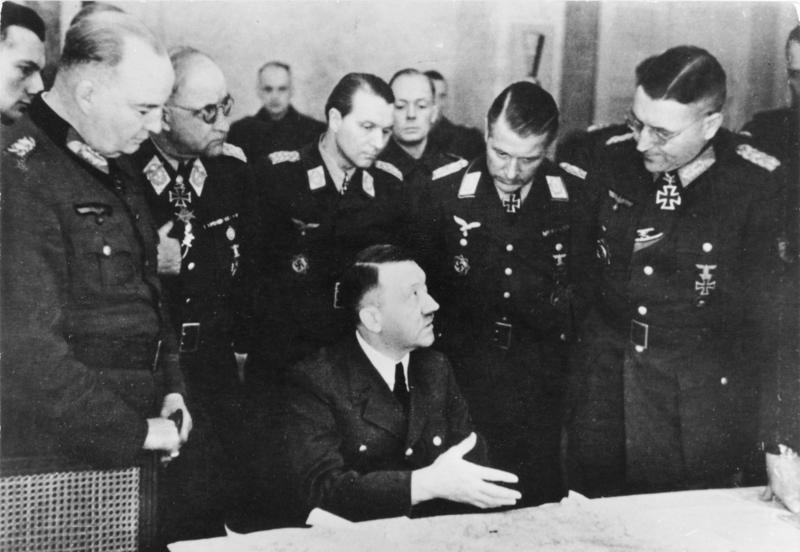
Lagebesprechung im Hauptquartier der Heeresgruppe Weichsel, hinter Hitler von links: Wilhelm Berlin, Robert Ritter von Greim, Franz Reuß, Job Odebrecht und Theodor Busse (März 1945), Aufnahme aus dem Bundesarchiv

Die Heeresgruppe Weichsel war ein Großverband des Heeres der Wehrmacht während des Zweiten Weltkrieges. Sie war Oberkommando jeweils wechselnder Armeen sowie zahlreicher Spezialtruppen vom 24. Januar 1945 bis Kriegsende.

## Geschichte
Die Heeresgruppe Weichsel wurde am 24. Januar 1945 aus dem Stab des Oberbefehlshabers Oberrhein unter dem Reichsführer SS Heinrich Himmler aufgestellt. Unterstellt wurden ihr die unter den Angriffen der Weichsel-Oder-Operation nach Westen zurückgewichenen Teile der Heeresgruppe Mitte (2. Armee) und der Heeresgruppe A (9. Armee) sowie die neu aufgestellte 11. Armee/11. SS-Panzerarmee. Den ihr zugewiesenen Frontabschnitt von Glogau bis Elbing konnte die Heeresgruppe wegen der sowjetischen Überlegenheit nicht halten. Sie ging auf die Festungsfront Oder-Warthe-Bogen und die Oderstellung zurück, den die sowjetischen Truppen aber in den ersten Februartagen im südlichen Teil durchbrachen. Im Februar schlug der Versuch der 11. SS-Panzerarmee fehl, mit dem Unternehmen Sonnenwende die eingeschlossene Festung Küstrin zu entsetzen. Die 2. Armee wurde anschließend während der Schlacht um Ostpommern im Raum Danzig von der Heeresgruppe abgeschnitten und direkt dem OKH unterstellt. Am 21. März übernahm der als Defensivtaktiker bekannte Generaloberst Gotthard Heinrici das Kommando und reorganisierte die Heeresgruppe. Es gelang ihm, die Rote Armee vor der Festung Küstrin bei der Bildung eines westlichen Brückenkopfes im Oderbruch solange aufzuhalten, bis die Heeresgruppe evakuiert war.
Die Heeresgruppe war während der ab dem 16. April begonnenen sowjetischen Großoffensive an Oder und Neiße bereits entscheidend geschwächt. In der Schlacht um die Seelower Höhen wurden ihre Stellungen bis 18. April durchbrochen und die Heeresgruppe darauf in zwei Teile aufgespalten: Die 9. Armee musste sich nach Süden zurückziehen und wurde in der Schlacht um Berlin sowie im Kessel von Halbe völlig aufgerieben. Dagegen wichen die 3. Panzerarmee und die neu zugeteilte 21. Armee nach Mecklenburg aus. Hier widersetzte sich Heinrici Hitlers Befehl, einen selbstmörderischen Entsatzangriff auf Berlin durchzuführen, und wurde deshalb am 28. April abgelöst. Generaloberst Kurt Student sollte sein Nachfolger werden, trat das Kommando wegen der chaotischen Lage aber nicht mehr an. Dem größten Teil der Heeresgruppe gelang es, sich bis zum 3. Mai in Richtung Westen abzusetzen und dort in westliche Gefangenschaft zu gehen. Der stellvertretende Oberkommandierende Kurt von Tippelskirch kapitulierte am 2. Mai in Ludwigslust.

## Kommandeure

### Oberbefehlshaber
- Reichsführer SS Heinrich Himmler, ab 24. Januar 1945
- Generaloberst Gotthard Heinrici, ab 21. März 1945
- Generaloberst Kurt Student, ab 28. April 1945

### Chef des Stabes
- SS-Brigadeführer Heinz Lammerding (Aufstellung bis 21. März 1945)
- General der Infanterie Eberhard Kinzel (21. März 1945 bis 22. April 1945)
- Generalmajor Ivo-Thilo von Trotha (22. April 1945 bis 28. April 1945)
- Generalmajor Erich Dethleffsen (28. April 1945 bis Mai 1945)

### 1. Generalstabsoffizier (Ia)
- Oberst i.G. Hans-Georg Eismann (Aufstellung bis Mai 1945)

## Gliederung
Heeresgruppen-Truppen
- Heeresgruppen-Nachrichten-Regiment 500

Unterstellte Großverbände
| Datum        | Unterstellte Großverbände                                        |
| ------------ | ---------------------------------------------------------------- |
| Februar 1945 | 2. Armee, 11. Armee, 9. Armee                                    |
| März 1945    | 2. Armee, 3. Panzerarmee, 9. Armee, z. Vfg. 11. Armee            |
| April 1945   | 3. Panzerarmee, 9. Armee, 21. Armee, Infanterie-Division Güstrow |